# Gomorra (série)

Gomorra é uma série de drama criminal italiana, baseada no livro Gomorra de Roberto Saviano, e sua adaptação cinematográfica dirigida por Matteo Garrone. Gomorra é centrada no crime organizado nos subúrbios de Nápoles, mais conhecido por Camorra. A interpretação da máfia difere de outras séries como The Sopranos e Il Capo dei Capi, em vez disso usando uma abordagem similar a The Wire que mostra desde os criminosos na rua até a alta organização. A primeira temporada, com 12 episódios, foi exibida em 2014 na Sky Italia angariando aproximadamente 1.2 milhão de espectadores por episódio. Beta Film vendeu os direitos de uso e de distribuição em mais de 30 países. Foi exibida no Brasil pelos canais Cinemax\Max, e em Portugal pela RTP2.
Uma segunda temporada estreia em maio de 2016.